# Triagia
Triagia is een fictief continent op Midkemia, een wereld die is gecreëerd en gebruikt in de boeken van Raymond E. Feist. De meeste boeken over de scheuring spelen zich af op dit continent. Mensen vormen de meerderheid van de populatie van dit continent, de overige rassen dragen een verwaarloosbare hoeveelheid aan de populatie bij. Het extreme noordelijk deel van het continent bevat schaarse wildernis en kleine nederzettingen. Het continent wordt bijna volledig omringd door twee zeeën. De bitterzee aan het westen en de koninkrijkszee in het oosten.
Het noordelijke gedeelte is zwaar bebost in tegenstelling tot het zuidelijke deel waar een veel warmen klimaat heerst. De Jal-Pur woestijn is de merkwaardigste woestijn op het continent en is bijna over het gehele zuidelijke gebied uitgestrekt. Op Triagia zijn twee grote naties aanwezig. In het zuiden is dat het Grote Keizerrijk Kesh en noordelijk is dat het Koninkrijk van de Eilanden. 

## Geografie
Op Triagia ligt onder andere het keizerrijk Groot Kesh en het Koninkrijk der Eilanden. Dit Koninkrijk strekt zich uit van de hoofdstad Rillanon, op het grootste eiland in de Koninkrijkszee, tot aan Schreiborg aan de westelijke ‘Verre Kust’, waar de Eindeloze Zee begint. In het zuidwesten biedt de ruitvormige Bitterzee de zeelui enkele grootse uitdagingen. De enige verbinding van de Bitterzee met de Eindeloze Zee is de Straat der Duisternis, die in zomertijd bijzonder moeilijk te bevaren en in wintertijd vrijwel onbegaanbaar is. De scheepvaart heeft de havensteden rondom de Bitterzee echter bijzonder welvarend gemaakt. In de Bitterzee bevinden zich het eiland-koninkrijk Queg en het Tovenaarseiland van de legendarische magiër Macros de Zwarte. 
Het Koninkrijk der eilanden wordt al generaties lang door de conDoin-familie geregeerd. Het Oostelijk Rijk wordt bestuurd vanuit Rillanon, de residentie van de koning, en de troonopvolger zetelt in Krondor die vandaar het Westelijk Rijk bestuurt. Hoewel het één natie is, wordt het Koninkrijk dan ook doorgaans beschouwd als twee vrijwel autonoom bestuurde streken. De oorzaak daarvan is deels het uitgesproken verschillende karakter van deze twee streken. Het Oostelijk Rijk is het oudste deel van het Koninkrijk, en daar zijn de talrijke edelen meer begaan met het politieke spel dan met het welzijn van de bewoners van hun landstreek. Het Westelijk Rijk kenmerkt zich daarentegen door een ruige pioniersmentaliteit, wellicht omdat het later is veroverd en het landschap ontegenzeglijk ruiger is. Ook heeft men in het Westen veel te stellen met vijandige indringers, bijvoorbeeld gnomen en Zwarte Elfen. Het Koninkrijk onderhoudt goede banden met het elfenrijk Elvandar, de dwergen, en de bewoners van de Vrijsteden aan de kust van de Bitterzee. De relatie met Queg en het Keizerrijk Kesh is vaak gespannen, maar doorgaans leidt dit niet tot ongeregeldheden of geweld.

## Politiek
Op Triagia zijn tien politieke regio's aanwezig. Het grote keizerrijk van Kesh en het Koninkrijk der Eilanden zijn de belangrijkste regio's. Hiernaast zijn de koninkrijken Roldem en Queg ook belangrijke spelers. De vrije steden van Natal, het oostelijke koninkrijk, de confederatie van Kesh spelen maar een kleine rol binnen het continent. Elvandar is een natie van elven die geen politieke connecties hebben met de overige regio's. Verder zijn er de dwergenvolken, die gevestigd zijn in Steenbergen, Dorgin en de Grijze Torens.
Van alle gebieden op Triagia kent de Bitterzee de grootste politieke activiteit. Grote delen van de zuidelijke kust worden beheerst door het Keizerrijk Groot Kesh. De overige zuidelijke delen, evenals de noordelijke kust, zijn in handen van Het Koninkrijk der Eilanden. De Vrijsteden van Natal zijn gelegen aan de noordwestelijke kust. Het Koninkrijk Queg is een eiland in de Bitterzee.

## Piraterij
De piraterij, die haar bolwerk kent in de Keshische stad Durbin en verscheidene steden in Queg, vormt een groot probleem voor alle naties in Triagia.